# روزهای پایانی رابین هود
روزهای پایانی رابین هود (انگلیسی: The Last of Robin Hood) فیلمی در ژانر زندگینامه‌ای است که در سال ۲۰۱۳ منتشر شد.

## خلاصه فیلم
فیلم آخرین روزهای زندگی بازیگر افسانه‌ای هالیوود «ارول فلین» را به تصویر می‌کشد…

## بازیگران
- کوین کلاین در نقش ارول فلین
- داکوتا فانینگ در نقش بورلی آدلند
- سوزان ساراندون در نقش فلورنس آدلند
- مکس کاسلا در نقش اوری-کلی
- برایان بت در نقش استنلی کوبریک